# えりあし
『えりあし』は、aikoのメジャー通算14作目のシングルである。2003年11月6日にポニーキャニオンより発売された。

## 概要
- 前作「アンドロメダ」から丁度3か月ぶりのシングルで、木曜日の発売となった。
- 初回限定盤はカラートレイ仕様となっている。
- aiko作品で最初のコピーコントロールCDとなったが、現在は通常のCDとして出荷されている。
- 「えりあし」で、NHK紅白歌合戦（第54回）に2度目の出場を果たした。ちなみに、通常Aメロから始まる曲だが、紅白歌合戦などテレビでこの曲を披露する場合はサビから曲が始まる。
- 秦基博といきものがかりの水野良樹が歌詞を絶賛する。特に冒頭の「ぶったりしてごめんね」のフレーズに「(彼氏を)ぶつんだ」と衝撃を受けたと言う。水野は「女性にしか書けない歌詞」と評した[1]。
- 2023年4月11日放送の「マツコの知らない世界」にマツコ・デラックスと共演した際、マツコ・デラックスが「(aikoの曲の中で)えりあしがいちばん好き」と語っている。

## 曲目
- 全曲 作詞・作曲：AIKO、編曲：島田昌典

1. えりあし
2. バスタブ
3. ふたつの頬花
4. えりあし（instrumental）